# Dalquestia rothorum
Dalquestia rothorum is een hooiwagen uit de familie Globipedidae.